# Garbatka (województwo wielkopolskie)
Garbatka – wieś w Polsce położona w województwie wielkopolskim, w powiecie obornickim, w gminie Rogoźno.
Wieś królewska należąca do starostwa rogozińskiego, pod koniec XVI wieku leżała w powiecie poznańskim województwa poznańskiego. W latach 1975–1998 miejscowość administracyjnie należała do województwa pilskiego.
Zobacz też: Garbatka, Garbatka Długa, Garbatka-Dziewiątka, Garbatka-Letnisko, Garbatka-Zbyczyn